# Primera División de México 1990-91
La Temporada 1990-91 fue la edición L de la Primera División de México; se jugó entre el 28 de septiembre de 1990 y el 22 de junio de 1991.

## Sistema de competencia
Los veinte participantes fueron divididos en cuatro grupos de cinco equipos cada uno; todos disputan la fase regular bajo un sistema de liga, es decir, todos contra todos a visita recíproca; con un criterio de puntuación que otorga dos unidades por victoria, una por empate y cero por derrota. 
Clasifican a la disputa de la fase final por el título, el primer y segundo lugar de cada grupo (sin importar su ubicación en la tabla general). Los equipos clasificados son ubicados del 1 al 8 en duelos cruzados (es decir 1 vs 8, 2 vs 7, 3 vs 6 y 4 vs 5), se enfrentaban en rondas ida-vuelta o eliminación directa. 
La definición de los partidos de fase final tomarían como criterio el "Gol de visitante", es decir el equipo que en la serie ida y vuelta anotara más goles en calidad de visitante. Se procedía a tiempo extra y tiros penales en caso de tener la misma cantidad de goles en ambos partidos; los goles en tiempo extra no eran válidos para el criterio de gol de visitante, en virtud de la justicia deportiva que debía imperar, ya que en una serie a visita recíproca, solo los juegos de vuelta tienen tiempos extras. 
En la definición del descenso el club con menos puntos descendería automáticamente a segunda división y considerando los criterios de desempate de la fase regular.
Los criterios de desempate para definir todas las posiciones serían la Diferencia de goles entre tantos anotados y los recibidos, después se consideraría el gol average o promedio de goles y finalmente la cantidad de goles anotados.

## Equipos participantes

### Ascensos y descensos
| Pos | Ascendido de la Segunda División 1989-90 |
| --- | ---------------------------------------- |
| 7º  | León                                     |

| Pos | Descendido en la Primera División 1989-90 |
| --- | ----------------------------------------- |
| 20° | Atlante                                   |

### Cambios de franquicia
| Pos | Nuevas Franquicias |
| --- | ------------------ |
| -   | Querétaro          |

| Pos | Franquicia vendida |
| --- | ------------------ |
| 19° | Tampico Madero     |

En la temporada 1990-1991 jugaron 20 equipos que se distribuían de la siguiente manera:

### Equipos por Entidad Federativa
| Santos Monterrey Tigres UANL Correcaminos UAT Atlético Morelia U de G Atlas Guadalajara Tecos U.A.G León Irapuato Querétaro Necaxa Puebla Toluca América Cruz Azul UNAM Veracruz Cobras | \| Entidad Federativa \| N.º \| Equipos \| \| ------------------ \| --- \| ---------------------------------- \| \| Distrito Federal \| 4 \| América, Cruz Azul, UNAM y Necaxa \| \| Jalisco \| 4 \| Atlas, Tecos, U de G y Guadalajara \| \| Nuevo León \| 2 \| Monterrey y Tigres \| \| Guanajuato \| 2 \| León e Irapuato \| \| Chihuahua \| 1 \| Cobras \| \| Coahuila \| 1 \| Santos \| \| Tamaulipas \| 1 \| Correcaminos \| \| Estado de México \| 1 \| Toluca \| \| Michoacán \| 1 \| Morelia \| \| Puebla \| 1 \| Puebla \| \| Querétaro \| 1 \| Querétaro \| \| Veracruz \| 1 \| Veracruz \| |                                    |
| Entidad Federativa | N.º | Equipos                            |
| Distrito Federal | 4 | América, Cruz Azul, UNAM y Necaxa  |
| Jalisco | 4 | Atlas, Tecos, U de G y Guadalajara |
| Nuevo León | 2 | Monterrey y Tigres                 |
| Guanajuato | 2 | León e Irapuato                    |
| Chihuahua | 1 | Cobras                             |
| Coahuila | 1 | Santos                             |
| Tamaulipas | 1 | Correcaminos                       |
| Estado de México | 1 | Toluca                             |
| Michoacán | 1 | Morelia                            |
| Puebla | 1 | Puebla                             |
| Querétaro | 1 | Querétaro                          |
| Veracruz | 1 | Veracruz                           |

### Información sobre los equipos participantes
| Equipo           | Ciudad                           | Estadio                | Capacidad |
| ---------------- | -------------------------------- | ---------------------- | --------- |
| América          | México, D. F.                    | Azteca                 | 114,600   |
| Atlas            | Guadalajara, Jalisco             | Jalisco                | 56,000    |
| Cobras           | Ciudad Juárez, Chihuahua         | Olímpico Benito Juárez | 21,000    |
| Correcaminos UAT | Ciudad Victoria, Tamaulipas      | Marte R. Gómez         | 17,000    |
| Cruz Azul        | México, D. F.                    | Azteca                 | 114,600   |
| Guadalajara      | Guadalajara, Jalisco             | Jalisco                | 56,000    |
| Irapuato         | Irapuato, Guanajuato             | Sergio León Chávez     | 28,000    |
| Club León        | León, Guanajuato                 | Nou Camp               | 30,000    |
| Monterrey        | Monterrey, Nuevo León            | Tecnológico            | 38,000    |
| Morelia          | Morelia, Michoacán               | Morelos                | 39,000    |
| Necaxa           | México, D. F.                    | Azteca                 | 114,600   |
| Puebla           | Puebla, Puebla                   | Cuauhtémoc             | 36,000    |
| Querétaro        | Santiago de Querétaro, Querétaro | Corregidora            | 38,000    |
| Santos Laguna    | Torreón, Coahuila                | Corona                 | 18,000    |
| Tecos UAG        | Zapopan, Jalisco                 | Tres de Marzo          | 25,000    |
| Tigres UANL      | Monterrey, Nuevo León            | Universitario          | 44,000    |
| Toluca           | Toluca, Estado de México         | La Bombonera           | 27,000    |
| U. de G.         | Guadalajara, Jalisco             | Jalisco                | 56,000    |
| UNAM             | México, D. F.                    | Olímpico Universitario | 66,000    |
| Veracruz         | Veracruz, Veracruz               | Luis Pirata Fuente     | 30,000    |

## Torneo Regular
Los 20 equipos fueron divididos en 4 grupos de 5 miembros cada uno. Jugaron todos contra todos a visita recíproca; al final de las 38 jornadas de fase regular, los 2 primeros lugares de cada grupo clasificaron a una liguilla de eliminación directa en partidos de ida y vuelta, empezando en la ronda de cuartos de final jugando de acuerdo a su posición en la tabla general, los cuatro ganadores pasarían a una ronda de semifinales para determinar a los dos equipos finalistas quienes disputarían una serie para elegir al campeón. Por el otro lado, el club colocado en el último lugar de la clasificación descendería a la Segunda División

## Tabla general
| Pos. | Equipo           | Pts. | PJ | G  | E  | P  | GF | GC | Dif. | Clasificación                   |
| ---- | ---------------- | ---- | -- | -- | -- | -- | -- | -- | ---- | ------------------------------- |
| 1    | UNAM (C)         | 55   | 38 | 25 | 5  | 8  | 67 | 30 | +37  | Cuartos de final de la liguilla |
| 2    | Monterrey        | 47   | 38 | 19 | 9  | 10 | 62 | 42 | +20  | Cuartos de final de la liguilla |
| 3    | Cruz Azul        | 45   | 38 | 15 | 15 | 8  | 47 | 38 | +9   | Cuartos de final de la liguilla |
| 4    | América          | 43   | 38 | 15 | 13 | 10 | 61 | 53 | +8   | Cuartos de final de la liguilla |
| 5    | U de G           | 43   | 38 | 16 | 11 | 11 | 47 | 40 | +7   | Cuartos de final de la liguilla |
| 6    | León             | 41   | 38 | 16 | 9  | 13 | 55 | 42 | +13  |                                 |
| 7    | Guadalajara      | 41   | 38 | 10 | 21 | 7  | 43 | 36 | +7   | Cuartos de final de la liguilla |
| 8    | Atlas            | 40   | 38 | 15 | 10 | 13 | 38 | 32 | +6   |                                 |
| 9    | Veracruz         | 40   | 38 | 15 | 10 | 13 | 59 | 55 | +4   |                                 |
| 10   | Puebla           | 39   | 38 | 14 | 11 | 13 | 40 | 43 | −3   | Cuartos de final de la liguilla |
| 11   | Toluca           | 38   | 38 | 12 | 14 | 12 | 53 | 50 | +3   |                                 |
| 12   | Tigres           | 36   | 38 | 12 | 12 | 14 | 45 | 49 | −4   |                                 |
| 13   | Atlético Morelia | 35   | 38 | 10 | 15 | 13 | 48 | 51 | −3   | Cuartos de final de la liguilla |
| 14   | Necaxa           | 35   | 38 | 12 | 11 | 15 | 61 | 71 | −10  |                                 |
| 15   | Correcaminos UAT | 35   | 38 | 10 | 15 | 13 | 35 | 46 | −11  |                                 |
| 16   | Tecos UAG        | 33   | 38 | 10 | 13 | 15 | 43 | 51 | −8   |                                 |
| 17   | Cobras           | 32   | 38 | 9  | 14 | 15 | 38 | 53 | −15  |                                 |
| 18   | Querétaro        | 30   | 38 | 8  | 14 | 16 | 49 | 57 | −8   |                                 |
| 19   | Santos           | 26   | 38 | 6  | 14 | 18 | 35 | 53 | −18  |                                 |
| 20   | Irapuato (D)     | 26   | 38 | 7  | 12 | 19 | 38 | 72 | −34  | Descenso de categoría           |

 Fuente: [cita requerida]

### Grupos

#### Grupo 1
| Pos. | Equipo           | Pts. | PJ | G  | E  | P  | GF | GC | Dif. | Clasificación                   |
| ---- | ---------------- | ---- | -- | -- | -- | -- | -- | -- | ---- | ------------------------------- |
| 1    | América          | 43   | 38 | 15 | 13 | 10 | 61 | 53 | +8   | Cuartos de final de la liguilla |
| 2    | Atlético Morelia | 35   | 38 | 10 | 15 | 13 | 48 | 51 | −3   | Cuartos de final de la liguilla |
| 3    | Necaxa           | 35   | 38 | 12 | 11 | 15 | 61 | 71 | −10  |                                 |
| 4    | Tecos UAG        | 33   | 38 | 10 | 13 | 15 | 43 | 51 | −8   |                                 |
| 5    | Santos           | 26   | 38 | 6  | 14 | 18 | 35 | 53 | −18  |                                 |

 Fuente: [cita requerida]

#### Grupos 2
| Pos. | Equipo           | Pts. | PJ | G  | E  | P  | GF | GC | Dif. | Clasificación                   |
| ---- | ---------------- | ---- | -- | -- | -- | -- | -- | -- | ---- | ------------------------------- |
| 1    | UNAM (C)         | 55   | 38 | 25 | 5  | 8  | 67 | 30 | +37  | Cuartos de final de la liguilla |
| 2    | Cruz Azul        | 45   | 38 | 15 | 15 | 8  | 47 | 38 | +9   | Cuartos de final de la liguilla |
| 3    | Veracruz         | 40   | 38 | 15 | 10 | 13 | 59 | 55 | +4   |                                 |
| 4    | Toluca           | 38   | 38 | 12 | 14 | 12 | 53 | 50 | +3   |                                 |
| 5    | Correcaminos UAT | 35   | 38 | 10 | 15 | 13 | 35 | 46 | −11  |                                 |

 Fuente: [cita requerida]

#### Grupo 3
| Pos. | Equipo       | Pts. | PJ | G  | E  | P  | GF | GC | Dif. | Clasificación                   |
| ---- | ------------ | ---- | -- | -- | -- | -- | -- | -- | ---- | ------------------------------- |
| 1    | Guadalajara  | 41   | 38 | 10 | 21 | 7  | 43 | 36 | +7   | Cuartos de final de la liguilla |
| 2    | Puebla       | 39   | 38 | 14 | 11 | 13 | 40 | 43 | −3   | Cuartos de final de la liguilla |
| 3    | Tigres       | 36   | 38 | 12 | 12 | 14 | 45 | 49 | −4   |                                 |
| 4    | Querétaro    | 30   | 38 | 8  | 14 | 16 | 49 | 57 | −8   |                                 |
| 5    | Irapuato (D) | 26   | 38 | 7  | 12 | 19 | 38 | 72 | −34  | Descenso de categoría           |

 Fuente: [cita requerida]

#### Grupo 4
| Pos. | Equipo    | Pts. | PJ | G  | E  | P  | GF | GC | Dif. | Clasificación                   |
| ---- | --------- | ---- | -- | -- | -- | -- | -- | -- | ---- | ------------------------------- |
| 1    | Monterrey | 47   | 38 | 19 | 9  | 10 | 62 | 42 | +20  | Cuartos de final de la liguilla |
| 2    | U de G    | 43   | 38 | 16 | 11 | 11 | 47 | 40 | +7   | Cuartos de final de la liguilla |
| 3    | León      | 41   | 38 | 16 | 9  | 13 | 55 | 42 | +13  |                                 |
| 4    | Atlas     | 40   | 38 | 15 | 10 | 13 | 38 | 32 | +6   |                                 |
| 5    | Cobras    | 32   | 38 | 9  | 14 | 15 | 38 | 53 | −15  |                                 |

 Fuente: [cita requerida]

### Resultados

#### Primera Vuelta
| UNAM             | 1-0 | Santos Laguna | Olímpico Universitario | 28 de septiembre | 15:00 |
| Tecos UAG        | 1-1 | U. de G.      | Tres de Marzo          | 28 de septiembre | 20:30 |
| Puebla           | 2-1 | Querétaro     | Cuauhtémoc             | 29 de septiembre | 12:00 |
| Cobras           | 1-1 | Cruz Azul     | Olímpico Benito Juárez | 29 de septiembre | 12:00 |
| Monterrey        | 2-1 | León          | Tecnológico            | 29 de septiembre | 17:00 |
| Toluca           | 2-3 | Necaxa        | La Bombonera           | 30 de septiembre | 11:00 |
| Morelia          | 1-1 | Tigres UANL   | Morelos                | 30 de septiembre | 12:00 |
| Guadalajara      | 1-0 | Irapuato      | Jalisco                | 30 de septiembre | 12:00 |
| Correcaminos UAT | 0-0 | Atlas         | Marte R. Gómez         | 30 de septiembre | 12:00 |
| América          | 1-0 | Veracruz      | Azteca                 | 30 de septiembre | 12:00 |

| Veracruz      | 3-0 | Morelia          | Luis Pirata Fuente | 6 de octubre | 16:00 |
| Cruz Azul     | 1-3 | Puebla           | Azteca             | 6 de octubre | 17:00 |
| Tigres UANL   | 1-2 | UNAM             | Universitario      | 6 de octubre | 17:00 |
| Atlas         | 2-2 | América          | Jalisco            | 6 de octubre | 20:45 |
| León          | 1-0 | Toluca           | Nou Camp           | 7 de octubre | 12:00 |
| Irapuato      | 0-0 | Tecos UAG        | Sergio León Chávez | 7 de octubre | 12:00 |
| Necaxa        | 1-3 | Guadalajara      | Azteca             | 7 de octubre | 12:00 |
| U. de G.      | 1-1 | Correcaminos UAT | Jalisco            | 7 de octubre | 12:00 |
| Querétaro     | 3-1 | Monterrey        | Corregidora        | 7 de octubre | 12:00 |
| Santos Laguna | 1-3 | Cobras           | Corona             | 7 de octubre | 16:00 |

| UNAM             | 2-0 | Veracruz    | Olímpico Universitario | 12 de octubre | 15:00 |
| Tecos UAG        | 3-3 | Necaxa      | Tres de Marzo          | 12 de octubre | 20:30 |
| Cobras           | 0-0 | Puebla      | Olímpico Benito Juárez | 13 de octubre | 12:00 |
| Monterrey        | 0-1 | Cruz Azul   | Tecnológico            | 13 de octubre | 17:00 |
| Toluca           | 2-1 | Querétaro   | La Bombonera           | 14 de octubre | 11:00 |
| Guadalajara      | 1-1 | León        | Jalisco                | 14 de octubre | 12:00 |
| Correcaminos UAT | 0-0 | Irapuato    | Marte R. Gómez         | 14 de octubre | 12:00 |
| América          | 2-0 | U. de G.    | Azteca                 | 14 de octubre | 12:00 |
| Morelia          | 2-0 | Atlas       | Morelos                | 14 de octubre | 12:00 |
| Santos Laguna    | 2-0 | Tigres UANL | Corona                 | 14 de octubre | 16:00 |

| Veracruz    | 2-1 | Santos Laguna    | Luis Pirata Fuente | 20 de octubre | 16:00 |
| Necaxa      | 4-1 | Correcaminos UAT | Azteca             | 20 de octubre | 17:00 |
| Tigres UANL | 3-2 | Cobras           | Universitario      | 20 de octubre | 17:00 |
| Puebla      | 0-1 | Monterrey        | Cuauhtémoc         | 20 de octubre | 17:00 |
| Atlas       | 3-0 | UNAM             | Jalisco            | 20 de octubre | 20:45 |
| Querétaro   | 2-3 | Guadalajara      | Corregidora        | 21 de octubre | 12:00 |
| León        | 4-0 | Tecos UAG        | Nou Camp           | 21 de octubre | 12:00 |
| Cruz Azul   | 3-0 | Toluca           | Azteca             | 21 de octubre | 12:00 |
| U. de G.    | 2-2 | Morelia          | Jalisco            | 21 de octubre | 12:00 |
| Irapuato    | 0-0 | América          | Sergio León Chávez | 21 de octubre | 12:00 |

| Tecos UAG        | 1-1 | Querétaro | Tres de Marzo          | 26 de octubre | 20:30 |
| Cobras           | 0-0 | Monterrey | Olímpico Benito Juárez | 27 de octubre | 12:00 |
| UNAM             | 5-0 | U. de G.  | Olímpico Universitario | 27 de octubre | 15:00 |
| Santos Laguna    | 0-0 | Atlas     | Corona                 | 27 de octubre | 16:00 |
| Tigres UANL      | 1-1 | Veracruz  | Universitario          | 27 de octubre | 17:00 |
| Toluca           | 0-1 | Puebla    | La Bombonera           | 28 de octubre | 11:00 |
| América          | 1-1 | Necaxa    | Azteca                 | 28 de octubre | 12:00 |
| Correcaminos UAT | 2-1 | León      | Marte R. Gómez         | 28 de octubre | 12:00 |
| Guadalajara      | 0-0 | Cruz Azul | Jalisco                | 28 de octubre | 12:00 |
| Morelia          | 3-2 | Irapuato  | Morelos                | 28 de octubre | 12:00 |

| Veracruz  | 1-1   | Cobras           | Luis Pirata Fuente | 3 de noviembre | 16:00 |
| Cruz Azul | 2-1   | Tecos UAG        | Azteca             | 3 de noviembre | 17:00 |
| Monterrey | 3-1   | Toluca           | Tecnológico        | 3 de noviembre | 17:00 |
| Puebla    | 1-3   | Guadalajara      | Cuauhtémoc         | 3 de noviembre | 17:00 |
| Atlas     | 3-2   | Tigres UANL      | Jalisco            | 3 de noviembre | 20:45 |
| León      | 3-0   | América          | Nou Camp           | 4 de noviembre | 12:00 |
| U. de G.  | 2-0   | Santos Laguna    | Jalisco            | 4 de noviembre | 12:00 |
| Necaxa    | 2-3   | Morelia          | Azteca             | 4 de noviembre | 12:00 |
| Irapuato  | 1-6   | UNAM             | Sergio León Chávez | 4 de noviembre | 12:00 |
| Querétaro | 1 - 1 | Correcaminos UAT | Corregidora        | 4 de noviembre | 12:00 |

| UNAM             | 2-0 | Necaxa    | Olímpico Universitario | 9 de noviembre  | 15:00 |
| Tecos UAG        | 2-1 | Puebla    | Tres de Marzo          | 9 de noviembre  | 20:30 |
| Veracruz         | 2-1 | Atlas     | Luis Pirata Fuente     | 10 de noviembre | 16:00 |
| Tigres UANL      | 0-1 | U. de G.  | Universitario          | 10 de noviembre | 17:00 |
| América          | 1-0 | Querétaro | Azteca                 | 10 de noviembre | 17:00 |
| Correcaminos UAT | 0-0 | Cruz Azul | Marte R. Gómez         | 11 de noviembre | 12:00 |
| Morelia          | 3-0 | León      | Morelos                | 11 de noviembre | 12:00 |
| Guadalajara      | 1-1 | Monterrey | Jalisco                | 11 de noviembre | 12:00 |
| Cobras           | 1-1 | Toluca    | Olímpico Benito Juárez | 11 de noviembre | 12:00 |
| Santos Laguna    | 3-0 | Irapuato  | Corona                 | 11 de noviembre | 16:00 |

| Monterrey | 2-1 | Tecos UAG        | Tecnológico        | 17 de noviembre | 17:00 |
| Necaxa    | 3-1 | Santos Laguna    | Azteca             | 17 de noviembre | 17:00 |
| Atlas     | 0-0 | Cobras           | Jalisco            | 17 de noviembre | 20:45 |
| Toluca    | 2-0 | Guadalajara      | La Bombonera       | 18 de noviembre | 11:00 |
| Puebla    | 0-0 | Correcaminos UAT | Cuauhtémoc         | 18 de noviembre | 12:00 |
| Querétaro | 1-0 | Morelia          | Corregidora        | 18 de noviembre | 12:00 |
| Irapuato  | 3-1 | Tigres UANL      | Sergio León Chávez | 18 de noviembre | 12:00 |
| Cruz Azul | 1-1 | América          | Azteca             | 18 de noviembre | 12:00 |
| León      | 1-1 | UNAM             | Nou Camp           | 18 de noviembre | 12:00 |
| U. de G.  | 1-2 | Veracruz         | Jalisco            | 18 de noviembre | 12:00 |

| Tecos UAG        | 2-0 | Toluca      | Tres de Marzo          | 23 de noviembre | 20:30 |
| Cobras           | 2-2 | Guadalajara | Olímpico Benito Juárez | 24 de noviembre | 12:00 |
| Veracruz         | 3-2 | Irapuato    | Luis Pirata Fuente     | 24 de noviembre | 16:00 |
| Tigres UANL      | 2-2 | Necaxa      | Universitario          | 24 de noviembre | 17:00 |
| Atlas            | 0-1 | U. de G.    | Jalisco                | 24 de noviembre | 20:45 |
| América          | 3-1 | Puebla      | Azteca                 | 25 de noviembre | 12:00 |
| Querétaro        | 0-2 | UNAM        | Corregidora            | 25 de noviembre | 12:00 |
| Morelia          | 1-2 | Cruz Azul   | Morelos                | 25 de noviembre | 12:00 |
| Correcaminos UAT | 0-2 | Monterrey   | Marte R. Gómez         | 25 de noviembre | 12:00 |
| Santos Laguna    | 0-1 | León        | Corona                 | 25 de noviembre | 16:00 |

| Puebla      | 1-1 | Morelia          | Cuauhtémoc         | 28 de noviembre | 15:00 |
| Toluca      | 5-0 | Correcaminos UAT | La Bombonera       | 28 de noviembre | 15:00 |
| Monterrey   | 1-0 | América          | Tecnológico        | 28 de noviembre | 20:45 |
| Guadalajara | 2-0 | Tecos UAG        | Jalisco            | 28 de noviembre | 20:45 |
| Necaxa      | 3-1 | Veracruz         | Azteca             | 28 de noviembre | 20:45 |
| Querétaro   | 1-1 | Santos Laguna    | Corregidora        | 28 de noviembre | 20:45 |
| León        | 3-1 | Tigres UANL      | Nou Camp           | 28 de noviembre | 20:45 |
| Irapuato    | 1-0 | Atlas            | Sergio León Chávez | 28 de noviembre | 20:45 |
| Cruz Azul   | 1-2 | UNAM             | Azteca             | 29 de noviembre | 20:45 |
| U. de G.    | 1-1 | Cobras           | Jalisco            | 29 de noviembre | 20:45 |

| Veracruz         | 3-0 | León        | Luis Pirata Fuente     | 1 de diciembre | 16:00 |
| América          | 3-3 | Toluca      | Azteca                 | 1 de diciembre | 17:00 |
| Tigres UANL      | 2-1 | Querétaro   | Universitario          | 1 de diciembre | 17:00 |
| Atlas            | 2-2 | Necaxa      | Jalisco                | 1 de diciembre | 20:45 |
| Morelia          | 0-0 | Monterrey   | Morelos                | 2 de diciembre | 12:00 |
| Correcaminos UAT | 0-1 | Guadalajara | Marte R. Gómez         | 2 de diciembre | 12:00 |
| Puebla           | 1-0 | UNAM        | Cuauhtémoc             | 2 de diciembre | 12:00 |
| Cobras           | 2-0 | Tecos UAG   | Olímpico Benito Juárez | 2 de diciembre | 12:00 |
| U. de G.         | 6-2 | Irapuato    | Jalisco                | 2 de diciembre | 12:00 |
| Santos Laguna    | 1-2 | Cruz Azul   | Corona                 | 2 de diciembre | 16:00 |

| Tecos UAG   | 0-0 | Correcaminos UAT | Tres de Marzo      | 7 de diciembre | 20:30 |
| Monterrey   | 2-0 | UNAM             | Tecnológico        | 8 de diciembre | 17:00 |
| Cruz Azul   | 1-0 | Tigres UANL      | Azteca             | 8 de diciembre | 17:00 |
| Toluca      | 2-1 | Morelia          | La Bombonera       | 9 de diciembre | 11:00 |
| Puebla      | 1-0 | Santos Laguna    | Cuauhtémoc         | 9 de diciembre | 12:00 |
| León        | 0-1 | Atlas            | Nou Camp           | 9 de diciembre | 12:00 |
| Guadalajara | 1-1 | América          | Jalisco            | 9 de diciembre | 12:00 |
| Irapuato    | 3-0 | Cobras           | Sergio León Chávez | 9 de diciembre | 12:00 |
| Querétaro   | 3-3 | Veracruz         | Corregidora        | 9 de diciembre | 12:00 |
| Necaxa      | 2-1 | U. de G.         | Azteca             | 9 de diciembre | 12:00 |

| UNAM          | 2-0 | Toluca           | Olímpico Universitario | 14 de diciembre | 15:00 |
| Veracruz      | 2-1 | Cruz Azul        | Luis Pirata Fuente     | 15 de diciembre | 16:00 |
| Tigres UANL   | 1-1 | Puebla           | Tecnológico            | 15 de diciembre | 17:00 |
| Atlas         | 2-1 | Querétaro        | Jalisco                | 15 de diciembre | 20:45 |
| América       | 2-1 | Tecos UAG        | Azteca                 | 16 de diciembre | 12:00 |
| Morelia       | 2-1 | Guadalajara      | Morelos                | 16 de diciembre | 12:00 |
| Cobras        | 1-1 | Correcaminos UAT | Olímpico Benito Juárez | 16 de diciembre | 12:00 |
| U. de G.      | 1-1 | León             | Jalisco                | 16 de diciembre | 12:00 |
| Irapuato      | 1-2 | Necaxa           | Sergio León Chávez     | 16 de diciembre | 12:00 |
| Santos Laguna | 1-2 | Monterrey        | Corona                 | 16 de diciembre | 16:00 |

| Toluca           | 1-0 | Santos Laguna | La Bombonera   | 19 de diciembre | 15:00 |
| Puebla           | 1-1 | Veracruz      | Cuauhtémoc     | 19 de diciembre | 15:00 |
| Tecos UAG        | 2-1 | Morelia       | Tres de Marzo  | 19 de diciembre | 20:30 |
| Cruz Azul        | 1-1 | Atlas         | Azteca         | 19 de diciembre | 20:45 |
| Guadalajara      | 0-0 | UNAM          | Jalisco        | 20 de diciembre | 20:45 |
| Correcaminos UAT | 2-1 | América       | Marte R. Gómez | 20 de diciembre | 20:45 |
| Querétaro        | 0-1 | U. de G.      | Corregidora    | 20 de diciembre | 20:45 |
| Necaxa           | 3-2 | Cobras        | Azteca         | 20 de diciembre | 20:45 |
| Monterrey        | 4-1 | Tigres UANL   | Tecnológico    | 22 de diciembre | 17:00 |
| León             | 1-0 | Irapuato      | Nou Camp       | 23 de diciembre | 12:00 |

| Veracruz      | 2-1 | Monterrey        | Luis Pirata Fuente     | 29 de diciembre | 16:00 |
| Necaxa        | 0-4 | León             | Azteca                 | 29 de diciembre | 17:00 |
| Tigres UANL   | 3-3 | Toluca           | Universitario          | 29 de diciembre | 17:00 |
| Atlas         | 2-1 | Puebla           | Jalisco                | 29 de diciembre | 20:45 |
| Morelia       | 1-1 | Correcaminos UAT | Marte R. Gómez         | 30 de diciembre | 12:00 |
| UNAM          | 2-0 | Tecos UAG        | Olímpico Universitario | 30 de diciembre | 12:00 |
| U. de G.      | 2-1 | Cruz Azul        | Jalisco                | 30 de diciembre | 12:00 |
| Cobras        | 2-2 | América          | Olímpico Benito Juárez | 30 de diciembre | 12:00 |
| Irapuato      | 1-0 | Querétaro        | Sergio León Chávez     | 30 de diciembre | 12:00 |
| Santos Laguna | 1-0 | Guadalajara      | Corona                 | 30 de diciembre | 16:00 |

| Tecos UAG        | 4-4 | Santos Laguna | Tres de Marzo  | 4 de enero | 20:30 |
| América          | 1-2 | Morelia       | Azteca         | 5 de enero | 17:00 |
| Monterrey        | 1-1 | Atlas         | Tecnológico    | 5 de enero | 17:00 |
| Puebla           | 0-1 | U. de G.      | Cuauhtémoc     | 5 de enero | 17:00 |
| Toluca           | 2-0 | Veracruz      | La Bombonera   | 6 de enero | 11:00 |
| Cruz Azul        | 1-1 | Irapuato      | Azteca         | 6 de enero | 12:00 |
| Guadalajara      | 1-1 | Tigres UANL   | Jalisco        | 6 de enero | 12:00 |
| Correcaminos UAT | 0-1 | UNAM          | Marte R. Gómez | 6 de enero | 12:00 |
| León             | 3-1 | Cobras        | Nou Camp       | 6 de enero | 12:00 |
| Querétaro        | 1-2 | Necaxa        | Corregidora    | 6 de enero | 12:00 |

| Veracruz      | 0-0 | Guadalajara      | Luis Pirata Fuente     | 12 de enero | 16:00 |
| Tigres UANL   | 1-1 | Tecos UAG        | Universitario          | 12 de enero | 17:00 |
| Necaxa        | 1-1 | Cruz Azul        | Azteca                 | 12 de enero | 17:00 |
| Atlas         | 1-0 | Toluca           | Jalisco                | 12 de enero | 20:45 |
| UNAM          | 5-2 | América          | Olímpico Universitario | 13 de enero | 12:00 |
| Cobras Júarez | 0-0 | Morelia          | Benito Júarez          | 13 de enero | 12:00 |
| Irapuato      | 3-1 | Puebla           | Sergio León Chávez     | 13 de enero | 12:00 |
| U. de G.      | 1-1 | Monterrey        | Jalisco                | 13 de enero | 12:00 |
| León          | 3-1 | Querétaro        | Nou Camp               | 13 de enero | 12:00 |
| Santos Laguna | 1-1 | Correcaminos UAT | Corona                 | 13 de enero | 16:00 |

| Tecos UAG        | 1-0 | Veracruz      | Tres de Marzo          | 18 de enero | 20:30 |
| Toluca           | 1-1 | U. de G.      | La Bombonera           | 19 de enero | 15:00 |
| Monterrey        | 2-1 | Irapuato      | Tecnológico            | 19 de enero | 17:00 |
| Cruz Azul        | 2-1 | León          | Azteca                 | 19 de enero | 17:00 |
| Correcaminos UAT | 0-0 | Tigres UANL   | Marte R. Gómez         | 20 de enero | 12:00 |
| Guadalajara      | 0-0 | Atlas         | Jalisco                | 20 de enero | 12:00 |
| Morelia          | 2-3 | UNAM          | Morelos                | 20 de enero | 12:00 |
| Puebla           | 3-1 | Necaxa        | Cuauhtémoc             | 20 de enero | 12:00 |
| América          | 4-1 | Santos Laguna | Azteca                 | 20 de enero | 12:00 |
| Cobras           | 3-2 | Querétaro     | Olímpico Benito Juárez | 20 de enero | 12:00 |

| UNAM          | 1-0 | Cobras           | Olímpico Universitario | 26 de enero | 15:00 |
| Veracruz      | 2-0 | Correcaminos UAT | Luis Pirata Fuente     | 26 de enero | 16:00 |
| Tigres UANL   | 3-1 | América          | Universitario          | 26 de enero | 17:00 |
| Atlas         | 0-3 | Tecos UAG        | Jalisco                | 26 de enero | 20:45 |
| León          | 0-0 | Puebla           | Nou Camp               | 27 de enero | 12:00 |
| Irapuato      | 1-1 | Toluca           | Sergio León Chávez     | 27 de enero | 12:00 |
| Necaxa        | 1-2 | Monterrey        | Azteca                 | 27 de enero | 12:00 |
| U. de G.      | 1-0 | Guadalajara      | Jalisco                | 27 de enero | 12:00 |
| Querétaro     | 1-1 | Cruz Azul        | Corregidora            | 27 de enero | 12:00 |
| Santos Laguna | 0-0 | Morelia          | Corona                 | 27 de enero | 16:00 |

#### Segunda Vuelta
| Veracruz      | 1-3 | América          | Luis Pirata Fuente | 2 de febrero | 16:00 |
| Cruz Azul     | 3-0 | Cobras           | Azteca             | 2 de febrero | 17:00 |
| Tigres UANL   | 1-0 | Morelia          | Marte R. Gómez     | 2 de febrero | 17:00 |
| Atlas         | 2-0 | Correcaminos UAT | Jalisco            | 2 de febrero | 20:45 |
| Necaxa        | 1-1 | Toluca           | Azteca             | 3 de febrero | 12:00 |
| U. de G.      | 1-0 | Tecos UAG        | Jalisco            | 3 de febrero | 12:00 |
| Querétaro     | 0-0 | Puebla           | Corregidora        | 3 de febrero | 12:00 |
| Irapuato      | 0-2 | Guadalajara      | Sergio León Chávez | 3 de febrero | 12:00 |
| León          | 0-0 | Monterrey        | Nou Camp           | 3 de febrero | 12:00 |
| Santos Laguna | 0-0 | UNAM             | Corona             | 3 de febrero | 16:00 |

| Tecos UAG        | 0-0 | Irapuato      | Tres de Marzo          | 8 de febrero  | 20:30 |
| Puebla           | 0-1 | Cruz Azul     | Cuauhtémoc             | 9 de febrero  | 17:00 |
| América          | 0-1 | Atlas         | Jalisco                | 9 de febrero  | 17:00 |
| Monterrey        | 4-2 | Querétaro     | Tecnológico            | 9 de febrero  | 17:00 |
| Toluca           | 1-1 | León          | La Bombonera           | 10 de febrero | 11:00 |
| UNAM             | 0-0 | Tigres UANL   | Olímpico Universitario | 10 de febrero | 12:00 |
| Correcaminos UAT | 2-0 | U. de G.      | Marte R. Gómez         | 10 de febrero | 12:00 |
| Morelia          | 4-3 | Veracruz      | Morelos                | 10 de febrero | 12:00 |
| Guadalajara      | 1-1 | Necaxa        | Jalisco                | 10 de febrero | 12:00 |
| Cobras           | 3-0 | Santos Laguna | Olímpico Benito Juárez | 10 de febrero | 12:00 |

| Veracruz    | 2-1 | UNAM             | Luis Pirata Fuente | 16 de febrero | 16:00 |
| Tigres UANL | 3-1 | Santos Laguna    | Universitario      | 16 de febrero | 17:00 |
| Necaxa      | 1-0 | Tecos UAG        | Azteca             | 16 de febrero | 17:00 |
| Atlas       | 2-0 | Morelia          | Jalisco            | 16 de febrero | 20:45 |
| Puebla      | 2-0 | Cobras           | Cuauhtémoc         | 17 de febrero | 12:00 |
| Querétaro   | 2-1 | Toluca           | Corregidora        | 17 de febrero | 12:00 |
| Cruz Azul   | 2-2 | Monterrey        | Azteca             | 17 de febrero | 12:00 |
| U. de G.    | 1-0 | América          | Jalisco            | 17 de febrero | 12:00 |
| Irapuato    | 2-1 | Correcaminos UAT | Sergio León Chávez | 17 de febrero | 12:00 |
| León        | 2-3 | Guadalajara      | Nou Camp           | 17 de febrero | 12:00 |

| Tecos UAG        | 1-0 | León        | Tres de Marzo          | 22 de febrero | 20:30 |
| UNAM             | 1-2 | Atlas       | Olímpico Universitario | 23 de febrero | 15:00 |
| Monterrey        | 1-2 | Puebla      | Tecnológico            | 23 de febrero | 17:00 |
| Toluca           | 1-1 | Cruz Azul   | La Bombonera           | 24 de febrero | 11:00 |
| Cobras           | 1-0 | Tigres UANL | Olímpico Benito Juárez | 24 de febrero | 12:00 |
| América          | 5-2 | Irapuato    | Azteca                 | 24 de febrero | 12:00 |
| Correcaminos UAT | 5-2 | Necaxa      | Marte R. Gómez         | 24 de febrero | 12:00 |
| Morelia          | 0-0 | U. de G.    | Morelos                | 24 de febrero | 12:00 |
| Guadalajara      | 1-1 | Querétaro   | Jalisco                | 24 de febrero | 12:00 |
| Santos Laguna    | 4-3 | Veracruz    | Corona                 | 24 de febrero | 16:00 |

| Veracruz  | 2-1 | Tigres UANL      | Luis Pirata Fuente | 2 de marzo | 16:00 |
| Monterrey | 1-0 | Cobras           | Tecnológico        | 2 de marzo | 17:00 |
| Cruz Azul | 0-2 | Guadalajara      | Azteca             | 2 de marzo | 17:00 |
| Atlas     | 0-1 | Santos Laguna    | Jalisco            | 2 de marzo | 20:45 |
| Puebla    | 2-2 | Toluca           | Cuauhtémoc         | 3 de marzo | 12:00 |
| Querétaro | 2-2 | Tecos UAG        | Corregidora        | 3 de marzo | 12:00 |
| U. de G.  | 0-2 | UNAM             | Jalisco            | 3 de marzo | 12:00 |
| Necaxa    | 2-0 | América          | Azteca             | 3 de marzo | 12:00 |
| León      | 1-0 | Correcaminos UAT | Nou Camp           | 3 de marzo | 12:00 |
| Irapuato  | 1-1 | Morelia          | Sergio León Chávez | 3 de marzo | 12:00 |

| Tecos UAG        | 0-0 | Cruz Azul | Tres de Marzo          | 8 de marzo  | 20:30 |
| América          | 3-1 | León      | Azteca                 | 9 de marzo  | 17:00 |
| Tigres UANL      | 1-0 | Atlas     | Universitario          | 9 de marzo  | 17:00 |
| Toluca           | 2-1 | Monterrey | La Bombonera           | 10 de marzo | 11:00 |
| UNAM             | 4-1 | Irapuato  | Olímpico Universitario | 10 de marzo | 12:00 |
| Guadalajara      | 0-0 | Puebla    | Jalisco                | 10 de marzo | 12:00 |
| Morelia          | 2-1 | Necaxa    | Morelos                | 10 de marzo | 12:00 |
| Correcaminos UAT | 0-3 | Querétaro | Marte R. Gómez         | 10 de marzo | 12:00 |
| Cobras           | 1-0 | Veracruz  | Olímpico Benito Juárez | 10 de marzo | 12:00 |
| Santos Laguna    | 0-1 | U. de G.  | Corona                 | 10 de marzo | 16:00 |

| Monterrey | 2-1 | Guadalajara      | Tecnológico        | 15 de marzo | 20:45 |
| Cruz Azul | 0-0 | Correcaminos UAT | Azteca             | 16 de marzo | 17:00 |
| Atlas     | 0-0 | Veracruz         | Jalisco            | 16 de marzo | 20:45 |
| Toluca    | 3-0 | Cobras           | La Bombonera       | 17 de marzo | 11:00 |
| Querétaro | 1-2 | América          | Corregidora        | 17 de marzo | 12:00 |
| Necaxa    | 0-3 | UNAM             | Azteca             | 17 de marzo | 12:00 |
| U. de G.  | 2-1 | Tigres UANL      | Jalisco            | 17 de marzo | 12:00 |
| León      | 2-1 | Morelia          | Nou Camp           | 17 de marzo | 12:00 |
| Irapuato  | 0-0 | Santos Laguna    | Sergio León Chávez | 17 de marzo | 12:00 |
| Puebla    | 1-1 | Tecos UAG        | Cuauhtémoc         | 17 de marzo | 12:00 |

| Tecos UAG        | 0-0 | Monterrey | Tres de Marzo          | 22 de marzo | 20:30 |
| Cobras           | 0-0 | Atlas     | Olímpico Benito Juárez | 23 de marzo | 12:00 |
| UNAM             | 2-1 | León      | Olímpico Universitario | 23 de marzo | 15:00 |
| Veracruz         | 1-1 | U. de G.  | Luis Pirata Fuente     | 23 de marzo | 16:00 |
| Tigres UANL      | 2-1 | Irapuato  | Marte R. Gómez         | 23 de marzo | 17:00 |
| Morelia          | 1-1 | Querétaro | Morelos                | 24 de marzo | 12:00 |
| América          | 3-3 | Cruz Azul | Azteca                 | 24 de marzo | 12:00 |
| Correcaminos UAT | 2-0 | Puebla    | Marte R. Gómez         | 24 de marzo | 12:00 |
| Guadalajara      | 1-1 | Toluca    | Jalisco                | 24 de marzo | 12:00 |
| Santos Laguna    | 1-0 | Necaxa    | Corona                 | 24 de marzo | 16:00 |

| UNAM        | 2-4 | Querétaro        | Olímpico Universitario | 29 de marzo | 15:00 |
| Cruz Azul   | 2-1 | Morelia          | Azteca                 | 30 de marzo | 17:00 |
| Monterrey   | 1-0 | Correcaminos UAT | Tecnológico            | 30 de marzo | 17:00 |
| U. de G.    | 1-0 | Atlas            | Jalisco                | 30 de marzo | 20:45 |
| Toluca      | 2-1 | Tecos UAG        | La Bombonera           | 31 de marzo | 11:00 |
| León        | 2-0 | Santos Laguna    | Nou Camp               | 31 de marzo | 12:00 |
| Irapuato    | 0-0 | Veracruz         | Sergio León Chávez     | 31 de marzo | 12:00 |
| Necaxa      | 0-1 | Tigres UANL      | Azteca                 | 31 de marzo | 12:00 |
| Puebla      | 1-1 | América          | Cuauhtémoc             | 31 de marzo | 12:00 |
| Guadalajara | 0-1 | Cobras           | Jalisco                | 31 de marzo | 12:00 |

| UNAM             | 1-0 | Cruz Azul   | Olímpico Universitario | 3 de abril | 15:00 |
| Morelia          | 0-1 | Puebla      | Morelos                | 3 de abril | 16:00 |
| Santos Laguna    | 1-2 | Querétaro   | Corona                 | 3 de abril | 16:00 |
| Tecos UAG        | 2-1 | Guadalajara | Tres de Marzo          | 3 de abril | 20:30 |
| Correcaminos UAT | 1-1 | Toluca      | Marte R. Gómez         | 3 de abril | 20:30 |
| Cobras           | 1-0 | U. de G.    | Olímpico Benito Juárez | 3 de abril | 20:30 |
| Tigres UANL      | 4-1 | León        | Universitario          | 3 de abril | 20:30 |
| Veracruz         | 3-3 | Necaxa      | Luis Pirata Fuente     | 3 de abril | 21:00 |
| América          | 2-2 | Monterrey   | Azteca                 | 4 de abril | 20:45 |
| Atlas            | 1-2 | Irapuato    | Jalisco                | 4 de abril | 20:45 |

| Cruz Azul   | 1-0 | Santos Laguna    | Azteca                 | 6 de abril | 17:00 |
| Tecos UAG   | 4-2 | Cobras           | Tres de Marzo          | 6 de abril | 20:30 |
| Toluca      | 2-0 | América          | La Bombonera           | 7 de abril | 11:00 |
| Querétaro   | 0-0 | Tigres UANL      | Corregidora            | 7 de abril | 12:00 |
| Necaxa      | 0-1 | Atlas            | Azteca                 | 7 de abril | 12:00 |
| Guadalajara | 1-1 | Correcaminos UAT | Jalisco                | 7 de abril | 12:00 |
| León        | 1-1 | Veracruz         | Nou Camp               | 7 de abril | 12:00 |
| Irapuato    | 0-7 | U. de G.         | Sergio León Chávez     | 7 de abril | 12:00 |
| Monterrey   | 3-4 | Morelia          | Tecnológico            | 7 de abril | 17:00 |
| UNAM        | 3-1 | Puebla           | Olímpico Universitario | 8 de abril | 15:00 |

| Cobras           | 1-0 | Irapuato    | Olímpico Benito Juárez | 13 de abril | 12:00 |
| UNAM             | 1-0 | Monterrey   | Olímpico Universitario | 13 de abril | 15:00 |
| Veracruz         | 3-0 | Querétaro   | Luis Pirata Fuente     | 13 de abril | 16:00 |
| Tigres UANL      | 2-0 | Cruz Azul   | Universitario          | 13 de abril | 17:00 |
| Atlas            | 2-0 | León        | Jalisco                | 13 de abril | 20:45 |
| América          | 2-2 | Guadalajara | Azteca                 | 14 de abril | 12:00 |
| Morelia          | 2-2 | Toluca      | Morelos                | 14 de abril | 12:00 |
| U. de G.         | 1-1 | Necaxa      | Jalisco                | 14 de abril | 12:00 |
| Correcaminos UAT | 2-1 | Tecos UAG   | Marte R. Gómez         | 14 de abril | 12:00 |
| Santos Laguna    | 0-1 | Puebla      | Corona                 | 14 de abril | 16:00 |

| Tecos UAG        | 1-2 | América       | Tres de Marzo  | 19 de abril | 20:30 |
| Necaxa           | 4-1 | Irapuato      | Azteca         | 20 de abril | 17:00 |
| Monterrey        | 3-4 | Santos Laguna | Tecnológico    | 20 de abril | 17:00 |
| Toluca           | 0-2 | UNAM          | La Bombonera   | 21 de abril | 11:00 |
| León             | 1-0 | U. de G.      | Nou Camp       | 21 de abril | 12:00 |
| Puebla           | 2-0 | Tigres UANL   | Cuauhtémoc     | 21 de abril | 12:00 |
| Cruz Azul        | 4-1 | Veracruz      | Azteca         | 21 de abril | 12:00 |
| Querétaro        | 1-0 | Atlas         | Corregidora    | 21 de abril | 12:00 |
| Guadalajara      | 1-1 | Morelia       | Jalisco        | 21 de abril | 12:00 |
| Correcaminos UAT | 3-2 | Cobras        | Marte R. Gómez | 21 de abril | 12:00 |

| Cobras        | 1-1 | Necaxa           | Olímpico Benito Juárez | 27 de abril | 12:00 |
| Veracruz      | 4-1 | Puebla           | Luis Pirata Fuente     | 27 de abril | 16:00 |
| América       | 2-1 | Correcaminos UAT | Azteca                 | 27 de abril | 17:00 |
| Tigres UANL   | 2-1 | Monterrey        | Universitario          | 27 de abril | 17:00 |
| Atlas         | 3-0 | Cruz Azul        | Jalisco                | 27 de abril | 20:45 |
| Irapuato      | 3-3 | León             | Sergio León Chávez     | 28 de abril | 12:00 |
| Morelia       | 2-0 | Tecos UAG        | Morelos                | 28 de abril | 12:00 |
| U. de G.      | 1-0 | Querétaro        | Jalisco                | 28 de abril | 12:00 |
| UNAM          | 1-1 | Guadalajara      | Olímpico Universitario | 28 de abril | 12:00 |
| Santos Laguna | 1-1 | Toluca           | Corona                 | 28 de abril | 16:00 |

| Tecos UAG        | 1-0 | UNAM          | Tres de Marzo  | 3 de mayo | 20:30 |
| Puebla           | 2-1 | Atlas         | Cuauhtémoc     | 4 de mayo | 15:00 |
| Monterrey        | 1-0 | Veracruz      | Tecnológico    | 4 de mayo | 17:00 |
| Cruz Azul        | 2-0 | U. de G.      | Azteca         | 4 de mayo | 17:00 |
| Toluca           | 0-0 | Tigres UANL   | La Bombonera   | 5 de mayo | 11:00 |
| Querétaro        | 1-1 | Irapuato      | Corregidora    | 5 de mayo | 12:00 |
| Correcaminos UAT | 3-1 | Morelia       | Marte R. Gómez | 5 de mayo | 12:00 |
| Guadalajara      | 0-0 | Santos Laguna | Jalisco        | 5 de mayo | 12:00 |
| León             | 4-0 | Necaxa        | Nou Camp       | 5 de mayo | 12:00 |
| América          | 2-0 | Cobras        | Azteca         | 5 de mayo | 12:00 |

| Cobras        | 0-3 | León             | Olímpico Benito Juárez | 11 de mayo | 12:00 |
| UNAM          | 3-0 | Correcaminos UAT | Olímpico Universitario | 11 de mayo | 15:00 |
| Veracruz      | 4-3 | Toluca           | Luis Pirata Fuente     | 11 de mayo | 16:00 |
| Tigres UANL   | 2-2 | Guadalajara      | Universitario          | 11 de mayo | 17:00 |
| Atlas         | 1-0 | Monterrey        | Jalisco                | 11 de mayo | 20:45 |
| Necaxa        | 4-4 | Querétaro        | Azteca                 | 12 de mayo | 12:00 |
| Irapuato      | 0-0 | Cruz Azul        | Sergio León Chávez     | 12 de mayo | 12:00 |
| U. de G.      | 0-1 | Puebla           | Jalisco                | 12 de mayo | 12:00 |
| Morelia       | 2-2 | América          | Morelos                | 12 de mayo | 12:00 |
| Santos Laguna | 2-2 | Tecos UAG        | Corona                 | 12 de mayo | 16:00 |

| Tecos UAG        | 0-1 | Tigres UANL   | Tres de Marzo  | 17 de mayo | 20:30 |
| Cruz Azul        | 2-1 | Necaxa        | Azteca         | 18 de mayo | 17:00 |
| Monterrey        | 4-2 | U. de G.      | Tecnológico    | 18 de mayo | 17:00 |
| Toluca           | 1-0 | Atlas         | La Bombonera   | 19 de mayo | 11:00 |
| Guadalajara      | 2-1 | Veracruz      | Jalisco        | 19 de mayo | 12:00 |
| Puebla           | 3-1 | Irapuato      | Cuauhtémoc     | 19 de mayo | 12:00 |
| América          | 1-0 | UNAM          | Azteca         | 19 de mayo | 12:00 |
| Querétaro        | 0-0 | León          | Corregidora    | 19 de mayo | 12:00 |
| Correcaminos UAT | 1-1 | Santos Laguna | Marte R. Gómez | 19 de mayo | 12:00 |
| Morelia          | 1-1 | Cobras Juárez | Morelos        | 19 de mayo | 12:00 |

| UNAM          | 1-0 | Morelia          | Olímpico Universitario | 25 de mayo | 15:00 |
| Veracruz      | 2-1 | Tecos UAG        | Luis Pirata Fuente     | 25 de mayo | 16:00 |
| Tigres UANL   | 0-1 | Correcaminos UAT | Marte R. Gómez         | 25 de mayo | 17:00 |
| Atlas         | 1-0 | Guadalajara      | Jalisco                | 25 de mayo | 20:45 |
| Irapuato      | 1-4 | Monterrey        | Sergio León Chávez     | 26 de mayo | 12:00 |
| León          | 0-1 | Cruz Azul        | Nou Camp               | 26 de mayo | 12:00 |
| U. de G.      | 3-1 | Toluca           | Jalisco                | 26 de mayo | 12:00 |
| Necaxa        | 2-0 | Puebla           | Azteca                 | 26 de mayo | 12:00 |
| Querétaro     | 2-0 | Cobras           | Corregidora            | 26 de mayo | 12:00 |
| Santos Laguna | 1-1 | América          | Corona                 | 26 de mayo | 16:00 |

| Tecos UAG        | 3-2 | Atlas         | Tres de Marzo          | 31 de mayo | 20:30 |
| América          | 2-0 | Tigres UANL   | Azteca                 | 31 de mayo | 20:45 |
| Cobras           | 2-3 | UNAM          | Olímpico Universitario | 1 de junio | 12:00 |
| Toluca           | 2-0 | Irapuato      | La Bombonera           | 1 de junio | 15:00 |
| Monterrey        | 4-0 | Necaxa        | Tecnológico            | 1 de junio | 17:00 |
| Guadalajara      | 1-1 | U. de G.      | Jalisco                | 1 de junio | 20:45 |
| Puebla           | 1-3 | León          | Cuauhtémoc             | 2 de junio | 12:00 |
| Morelia          | 0-0 | Santos Laguna | Morelos                | 2 de junio | 12:00 |
| Correcaminos UAT | 2-0 | Veracruz      | Marte R. Gómez         | 2 de junio | 12:00 |
| Cruz Azul        | 2-2 | Querétaro     | Azteca                 | 2 de junio | 12:00 |

## Liguilla
|  | Cuartos de final                                       | Cuartos de final                                       | Cuartos de final                                       | Cuartos de final                                       | Cuartos de final                                       |   |   | Semifinales                                                      | Semifinales                                                      | Semifinales                                                      | Semifinales                                                      | Semifinales                                                      |  |   | Final                                                  | Final                                                  | Final                                                  | Final                                                  | Final                                                  |  |
|  | 5 y 6 de junio de 1991 (ida) 5 al 10 de junio (vuelta) | 5 y 6 de junio de 1991 (ida) 5 al 10 de junio (vuelta) | 5 y 6 de junio de 1991 (ida) 5 al 10 de junio (vuelta) | 5 y 6 de junio de 1991 (ida) 5 al 10 de junio (vuelta) | 5 y 6 de junio de 1991 (ida) 5 al 10 de junio (vuelta) |   |   | 12 y 13 de junio de 1991 (ida) 15 y 16 de junio de 1991 (vuelta) | 12 y 13 de junio de 1991 (ida) 15 y 16 de junio de 1991 (vuelta) | 12 y 13 de junio de 1991 (ida) 15 y 16 de junio de 1991 (vuelta) | 12 y 13 de junio de 1991 (ida) 15 y 16 de junio de 1991 (vuelta) | 12 y 13 de junio de 1991 (ida) 15 y 16 de junio de 1991 (vuelta) |  |   | 19 de junio de 1991 (ida) 22 de junio de 1991 (vuelta) | 19 de junio de 1991 (ida) 22 de junio de 1991 (vuelta) | 19 de junio de 1991 (ida) 22 de junio de 1991 (vuelta) | 19 de junio de 1991 (ida) 22 de junio de 1991 (vuelta) | 19 de junio de 1991 (ida) 22 de junio de 1991 (vuelta) |  |
|  |                                                        |                                                        |                                                        |                                                        |                                                        |   |   |                                                                  |                                                                  |                                                                  |                                                                  |                                                                  |  |   |                                                        |                                                        |                                                        |                                                        |                                                        |  |
|  |                                                        |                                                        |                                                        |                                                        |                                                        |   |   |                                                                  |                                                                  |                                                                  |                                                                  |                                                                  |  |   |                                                        |                                                        |                                                        |                                                        |                                                        |  |
|  | 1                                                      | UNAM                                                   | 1                                                      | 5                                                      | 6                                                      |   |   |                                                                  |                                                                  |                                                                  |                                                                  |                                                                  |  |   |                                                        |                                                        |                                                        |                                                        |                                                        |  |
|  | 1                                                      | UNAM                                                   | 1                                                      | 5                                                      | 6                                                      |   |   |                                                                  |                                                                  |                                                                  |                                                                  |                                                                  |  |   |                                                        |                                                        |                                                        |                                                        |                                                        |  |
|  | 13                                                     | Atlético Morelia                                       | 0                                                      | 1                                                      | 1                                                      |   |   |                                                                  |                                                                  |                                                                  |                                                                  |                                                                  |  |   |                                                        |                                                        |                                                        |                                                        |                                                        |  |
|  | 13                                                     | Atlético Morelia                                       | 0                                                      | 1                                                      | 1                                                      |   | 1 | UNAM                                                             | 2                                                                | 1                                                                | 3                                                                |                                                                  |  |   |                                                        |                                                        |                                                        |                                                        |                                                        |  |
|  |                                                        |                                                        |                                                        |                                                        |                                                        |   | 1 | UNAM                                                             | 2                                                                | 1                                                                | 3                                                                |                                                                  |  |   |                                                        |                                                        |                                                        |                                                        |                                                        |  |
|  |                                                        |                                                        | 10                                                     | Puebla                                                 | 0                                                      | 0 | 0 |                                                                  |                                                                  |                                                                  |                                                                  |                                                                  |  |   |                                                        |                                                        |                                                        |                                                        |                                                        |  |
|  | 2                                                      | Monterrey                                              | 10                                                     | Puebla                                                 | 0                                                      | 0 | 0 | 0                                                                | 1                                                                | 1                                                                |                                                                  |                                                                  |  |   |                                                        |                                                        |                                                        |                                                        |                                                        |  |
|  | 2                                                      | Monterrey                                              |                                                        |                                                        |                                                        |   |   |                                                                  |                                                                  | 1                                                                |                                                                  |                                                                  |  |   |                                                        |                                                        |                                                        |                                                        |                                                        |  |
|  | 10                                                     | Puebla                                                 | 4                                                      | 0                                                      | 4                                                      |   |   |                                                                  |                                                                  |                                                                  |                                                                  |                                                                  |  |   |                                                        |                                                        |                                                        |                                                        |                                                        |  |
|  | 10                                                     | Puebla                                                 | 4                                                      | 0                                                      | 4                                                      |   |   |                                                                  |                                                                  |                                                                  |                                                                  |                                                                  |  | 1 | UNAM (v.)                                              | 2                                                      | 1                                                      | 3                                                      |                                                        |  |
|  |                                                        |                                                        |                                                        |                                                        |                                                        |   |   |                                                                  |                                                                  |                                                                  |                                                                  |                                                                  |  | 1 | UNAM (v.)                                              | 2                                                      | 1                                                      | 3                                                      |                                                        |  |
|  |                                                        |                                                        | 4                                                      | América                                                | 3                                                      | 0 | 3 |                                                                  |                                                                  |                                                                  |                                                                  |                                                                  |  |   |                                                        |                                                        |                                                        |                                                        |                                                        |  |
|  | 4                                                      | América                                                | 4                                                      | América                                                | 3                                                      | 0 | 3 | 0                                                                | 3                                                                | 3                                                                |                                                                  |                                                                  |  |   |                                                        |                                                        |                                                        |                                                        |                                                        |  |
|  | 4                                                      | América                                                |                                                        |                                                        |                                                        |   |   |                                                                  |                                                                  | 3                                                                |                                                                  |                                                                  |  |   |                                                        |                                                        |                                                        |                                                        |                                                        |  |
|  | 5                                                      | U de G                                                 | 0                                                      | 1                                                      | 1                                                      |   |   |                                                                  |                                                                  |                                                                  |                                                                  |                                                                  |  |   |                                                        |                                                        |                                                        |                                                        |                                                        |  |
|  | 5                                                      | U de G                                                 | 0                                                      | 1                                                      | 1                                                      |   | 4 | América                                                          | 2                                                                | 3                                                                | 5                                                                |                                                                  |  |   |                                                        |                                                        |                                                        |                                                        |                                                        |  |
|  |                                                        |                                                        |                                                        |                                                        |                                                        |   | 4 | América                                                          | 2                                                                | 3                                                                | 5                                                                |                                                                  |  |   |                                                        |                                                        |                                                        |                                                        |                                                        |  |
|  |                                                        |                                                        | 7                                                      | Guadalajara                                            | 0                                                      | 0 | 0 |                                                                  |                                                                  |                                                                  |                                                                  |                                                                  |  |   |                                                        |                                                        |                                                        |                                                        |                                                        |  |
|  | 3                                                      | Cruz Azul                                              | 7                                                      | Guadalajara                                            | 0                                                      | 0 | 0 | 0                                                                | 2                                                                | 2                                                                |                                                                  |                                                                  |  |   |                                                        |                                                        |                                                        |                                                        |                                                        |  |
|  | 3                                                      | Cruz Azul                                              |                                                        |                                                        |                                                        |   |   |                                                                  |                                                                  | 2                                                                |                                                                  |                                                                  |  |   |                                                        |                                                        |                                                        |                                                        |                                                        |  |
|  | 7                                                      | Guadalajara                                            | 3                                                      | 5                                                      | 8                                                      |   |   |                                                                  |                                                                  |                                                                  |                                                                  |                                                                  |  |   |                                                        |                                                        |                                                        |                                                        |                                                        |  |
|  | 7                                                      | Guadalajara                                            | 3                                                      | 5                                                      | 8                                                      |   |   |                                                                  |                                                                  |                                                                  |                                                                  |                                                                  |  |   |                                                        |                                                        |                                                        |                                                        |                                                        |  |
|  |                                                        |                                                        |                                                        |                                                        |                                                        |   |   |                                                                  |                                                                  |                                                                  |                                                                  |                                                                  |  |   |                                                        |                                                        |                                                        |                                                        |                                                        |  |

| Campeón Primera División 1990/91 |
| -------------------------------- |
|                                  |
| UNAM'                            |
| 3.er título                      |